# Solpugyla kigoma
Espèce
Solpugyla kigoma est une espèce de solifuges de la famille des Solpugidae.

## Distribution
Cette espèce est endémique de Tanzanie. Elle se rencontre vers Kigoma.

## Description
Le mâle holotype mesure 24 mm.

## Étymologie
Son nom d'espèce lui a été donné en référence au lieu de sa découverte, Kigoma.

## Publication originale
- Roewer, 1961 : Einige Solifugen und Opilioniden aus der Palearctischen und äthiopischen. Région.  Seckenbergiana Biologica, vol. 42, no 5/6, p. 479-490 (texte intégral).